# Houhora Harbour
Houhora Harbour ist ein Naturhafen im Far North District der Region Northland auf der Nordinsel von Neuseeland.

## Geographie
Der Houhora Harbour befindet sich an der Ostseite der Aupōuri Peninsula, rund 37 km nordnordwestlich von Kaitaia. Der Naturhafen besitzt eine Größe von 1430 Hektar und erstreckt sich von der Rangaunu Bay aus parallel zu Küste über 7,8 km in nordnordwestliche Richtung. An seiner breitesten Stelle misst das Gewässer 2,3 km. Der rund 150 m breite und bis zu 4 m tiefe Eingang zu dem Naturhafen wird von dem bis zu 236 m hohen Mt Camel auf der Ostseite, der vulkanischen Ursprungs ist, und dem flacheren Gegenstück der Houhora Heads auf der Westseite bestimmt. Im Fahrwasser des Hafeneingangs befindet sich eine kleine 35 × 2 m große, mit Buschwerk bewachsenen Insel.
An der Westseite des Naturhafens führt der New Zealand State Highway 1 nach Norden und befinden sich die Siedlungen Waihopo, Te Raupo, Houhora, Pukenui, Raio und Houhora Heads.

## Beschreibung und Nutzung
Die Form des länglichen Naturhafens gleicht einer S-Form. Große Teile des Gewässers fallen zu Zeiten der Ebbe trocken. Übrig bleibt dann ein einem Flussverlauf ähnelndes Gewässer, das eine Breite von 150 bis 330 m aufweist und in einer S-Form in Richtung Ozean weist. Die trockengefallenen Teile des Gewässers bestehen aus Schlick und Sand. Rund 4 km vom Hafeneingang entfernt befindet sich bei der Siedlung Pukenui eine Schiffsanleger, von dem aus einige wenige Fischerboot zum Pazifischen Ozean auslaufen. Das untere Drittel des Naturhafens wird u. a. von Erholungssuchenden mit ihren Motorbooten befahren und die kräftigen und langen Wellen im Eingangsbereich werden von Surfern genutzt. Der Gezeitenstrom soll kräftig sein.
Das Hafengebiet wird auch von Freizeit- und Sportangler genutzt, sowie für die Züchtung von Austern in Muschelfarmen.

## Flora und Fauna
Das Gebiet des Houhora Harbour gilt als gut mit Frischwasser aus seinem Wassereinzugsgebiet und mit Seewasser durch die Gezeitenwechsel versorgt. Auch wenn sein Wasser Einzugsgebiet nicht sehr groß ist, haben die durch die Streams eingebrachten Sedimente positiven Einfluss auf das Ökosystem des Gewässers.
In den von den Gezeiten betroffenen flachen Gebieten kommen Fischreiher, Gänsevögel und verschiedene Watvögel vor. In den Mangroven und Salzwiesen sind hingegen Weißwangenreiher, die Australische Rohrdommel, die Bindenralle, der Götzenliest und die in Northland lebenden Farnsteiger zu finden. An den tieferen Stellen des Naturhafens und zum Hafeneingang können häufiger Australischer Tölpel, Zwergpinguine, Seeschwalben und verschiedene Haifisch-Arten beobachtet werden, letztere aber eher in kleineren Ausführungen.
Die Mangrovenwälder, die sich an einigen Stellen des Naturhafens gebildet haben, weisen zum Teil Bäume auf, die eine Höhe von bis zu 7 m erreichen.